# Нижняя долина Дибанг
Нижняя долина Диба́нг (англ. Lower Dibang Valley) — округ в восточной части индийского штата Аруначал-Прадеш. Был образован 16 декабря 2001 года из части территории округа Долина Дибанг. Административный центр — город Роинг. Площадь округа — 3900 км². По данным всеиндийской переписи 2001 года население округа составляло 50 438 человек. Уровень грамотности взрослого населения составлял 60,34 %, что немного выше среднеиндийского уровня (59,5 %).